# Feste Alvensleben
Koordinaten: 49° 8′ 1,5″ N, 6° 6′ 59,4″ O

Feste Alvensleben (Ft. Alvensleben) westlich der Stadt Metz auf einem Plan der Umgebung von Metz um 1900

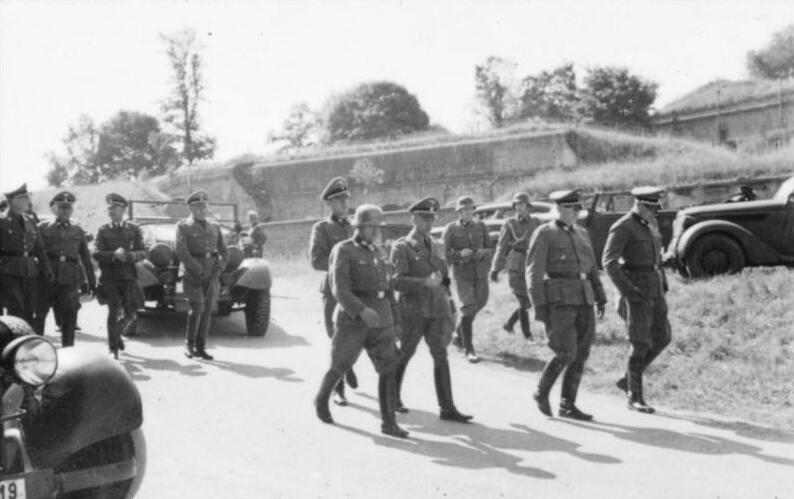
Feste Alvensleben : Heinrich Himmler besucht die Waffen-SS-Division „Leibstandarte SS Adolf Hitler“ am 7. September 1940

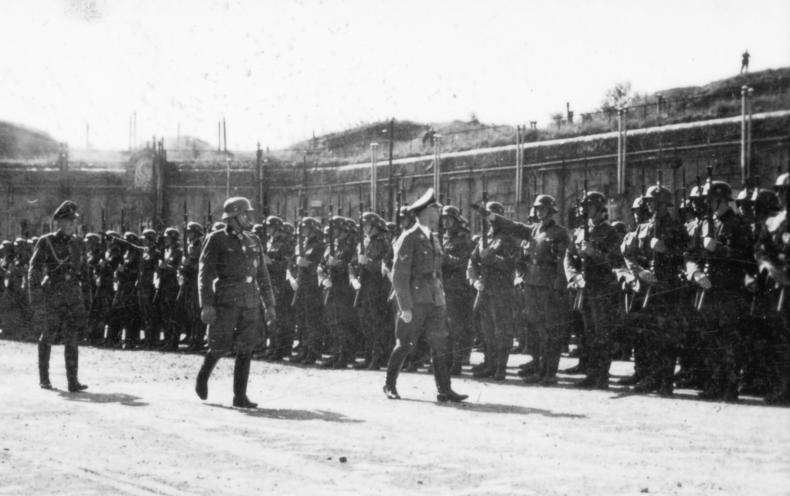

Die Feste Alvensleben (franz. Fort de Plappeville) ist eine ehemalige Festung im Département Moselle in Frankreich. 

## Geographie
Die ehemalige Festung liegt in Lothringen, viereinhalb Kilometer westlich des Stadtzentrums von Metz bei dem Dorf Plappeville.

## Geschichte
Die Festung ist nach dem preußisch-deutschen General Constantin von Alvensleben benannt, der im Deutsch-Französischen Krieg 1870/71 das III. Armee-Korps kommandierte. Sie wurde zwischen 1867 und dem Ersten Weltkrieg erbaut.

### Aufgabe
Die noch von Frankreich projektierten Festungswerke um Metz, dessen Entwürfe hauptsächlich auf General Séré de Rivières zurückgingen, waren bei Ausbruch des Deutsch-Französischen Krieges 1870 noch nicht fertiggestellt. Nach dem Deutsch-Französischen Krieg 1870–71 gelangten Teile von Elsass-Lothringen an das Deutsche Reich. Um diese neuen Gebiete zu sichern, wurden die schon von den Franzosen angelegten Festungen in Metz, Diedenhofen sowie Straßburg ausgebaut. Die Feste Alvensleben wurde zwischen 1867 und 1870 von den Franzosen erbaut und zwischen 1871 und 1891 von den Deutschen modernisiert und teilweise neu aufgebaut. Sie entstand, um Elsass-Lothringen zunächst vor einem deutschen und dann vor einem französischen Angriff zu schützen. Alle Festungssysteme der Moselstellung um Metz entstanden etwa 1871 bis 1912.

### Besatzung und Kriegseinsatz
Die Feste Alvensleben konnte 1600 Soldaten unterbringen und verfügte über 78 Rohre und 185.074 kg Schießpulver für Kanonen und Gewehre. Die Feste Alvensleben verfügt seit 1897 über zwei Panzerbatterien mit jeweils vier drehbaren Geschütztürmen mit 150-mm-Kanonen und gepanzerten Beobachtern.

### Die Festung heute
Nach dem Zweiten Weltkrieg wurde die Feste zum Übungsgelände der französischen Armee. Gegenwärtig erscheint sie weitgehend geräumt und verwahrlost.